# Danh sách kỷ lục và thống kê của Manchester United F.C.

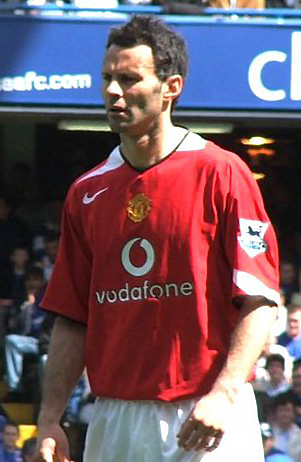
Ryan Giggs, Cầu thủ thi đấu nhiều trận nhất cho Manchester United

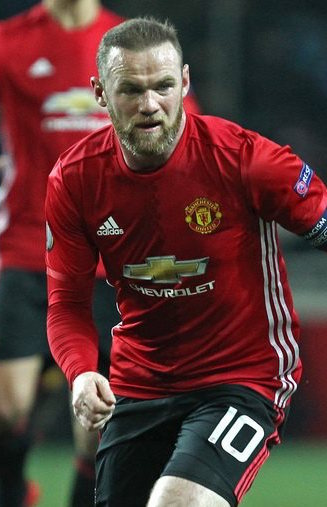
Wayne Rooney, người dẫn đầu danh sách ghi bàn cho Manchester United với 253 bàn thắng.

Manchester United Football Club là một câu lạc bộ bóng đá Anh có trụ sở tại Old Trafford, Greater Manchester. Câu lạc bộ đã thành lập dưới cái tên Newton Heath LYR F.C. vào năm 1878 và trở thành chuyên nghiệp năm 1885, trước khi gia nhập the Football League trong năm 1892. Sau đó suýt bị phá sản năm 1901, Câu lạc bộ đổi tên thành Manchester United vào năm 1902. Manchester United hiện đang thi đấu tại Premier League, luôn đứng nửa trên bảng xếp hạng của bóng đá Anh. kể từ năm 1975, và đội bóng không bao giờ xếp nửa dưới của bảng xếp hạng. Đội bóng cũng thi đấu ở các giải châu Âu và trở thành câu lạc bộ Anh đầu tiên tham dự Cúp Châu âu vào năm 1956.
Câu lạc bộ hiện đang giữ kỷ lục vô địch Premier League với 13 chức vô địch và 20 lần vô địch các hạng đấu cao nhất nước Anh. Ryan Giggs hiện đang giữ kỷ lục với 963 lần ra sân từ năm 1991 đến năm 2014, và kỷ lục ghi bàn Wayne Rooney với 253 bàn thắng trong 559 trận kể từ năm 2004 đến năm 2017.
Tất cả số liệu thống kê chính xác về trận đấu diễn ra ngày 19 tháng 5 năm 2022.

## Danh hiệu
Danh hiệu đầu tiên của Manchester United là Cúp Manchester, giành được khi còn có tên là Newton Heath LYR năm 1886. Danh hiệu Quốc gia chính thức đầu tiên của đội bóng vào năm 1908, khi họ giành chức vô địch Football League First Division mùa giải 1907–08. Câu lạc bộ cũng giành FA Cup lần đầu tiên vào năm sau đó. Xét về số lượng danh hiệu, thập niên 90 là thập niên thành công nhất trong lịch sử của Manchester United, trong thời gian đó họ giành được năm chức vô địch Quốc nội, bốn Cúp FA, một League Cup, năm Community Shield[A], một UEFA Champions League, một UEFA Cup Winners' Cup, một UEFA Super Cup và một Intercontinental Cup.
Câu lạc bộ hiện đang giữ kỷ lục với 20 lần vô địch Quốc gia Anh. Họ là đội bóng đầu tiên vô địch Premier League, cũng như giữ kỷ lục vô địch Premier League với 13 lần, và trở thành đội bóng Anh đầu tiên giành Cúp châu Âu khi đội bóng giành được trong năm 1968. Danh hiệu gần đây nhất của họ là vào tháng 5 năm 2017, khi họ vô địch UEFA Europa League.

### Trong nước

#### Giải đấu
Vô địch Quốc gia Anh: 50 - kỷ lục
- Premier League (Cấp độ 1):[B] 13 – Kỷ lục
  - 1992–93, 1993–94, 1995–96, 1996–97, 1998–99, 1999–2000, 2000–01, 2002–03, 2006–07, 2007–08, 2008–09, 2010–11, 2012–13
- Hạng nhất (Cấp độ 1):[B] 7
  - 1907–08, 1910–11, 1951–52, 1955–56, 1956–57, 1964–65, 1966–67
- Hạng hai (Cấp độ 2):[B] 2
  - 1935–36, 1974–75

#### Cúp trong nước
- FA Cup: 12
  - 1908–09, 1947–48, 1962–63, 197l86–77, 1982–83, 1984–85, 1989–90, 1993–94, 1995–96, 1998–99, 2003–04, 2006-07, 2015–16, 2017-18 , 2023-2024
- League Cup: 10
  - 1991–92, 2005–06, 2008–09, 2009–10 2016-2017
- FA Charity/Community Shield[A]: 21 (4 chia sẻ) – kỷ lục
  - 1908, 1911, 1952, 1956, 1957, 1965*, 1967*, 1977*, 1983, 1990*, 1993h, 1994, 1996, 1997, 2003, 2007, 2008, 2010, 2011, 2013, 2016 (* đội sở hữu chung)

### Cúp châu Âu
- European Cup / UEFA Champions League: 3
  - 1967–68, 1998–99, 2007–08
- UEFA Cup Winners' Cup: 1
  - 1990–91
- UEFA Europa League: 1
  - 2016-17
- European Super Cup: 1
  - 1991

### Trên toàn thế giới
- Intercontinental Cup: 1
  - 1999
- FIFA Club World Cup: 10
  - 1999, 2008, 2009, 2011

## Danh sách cầu thủ

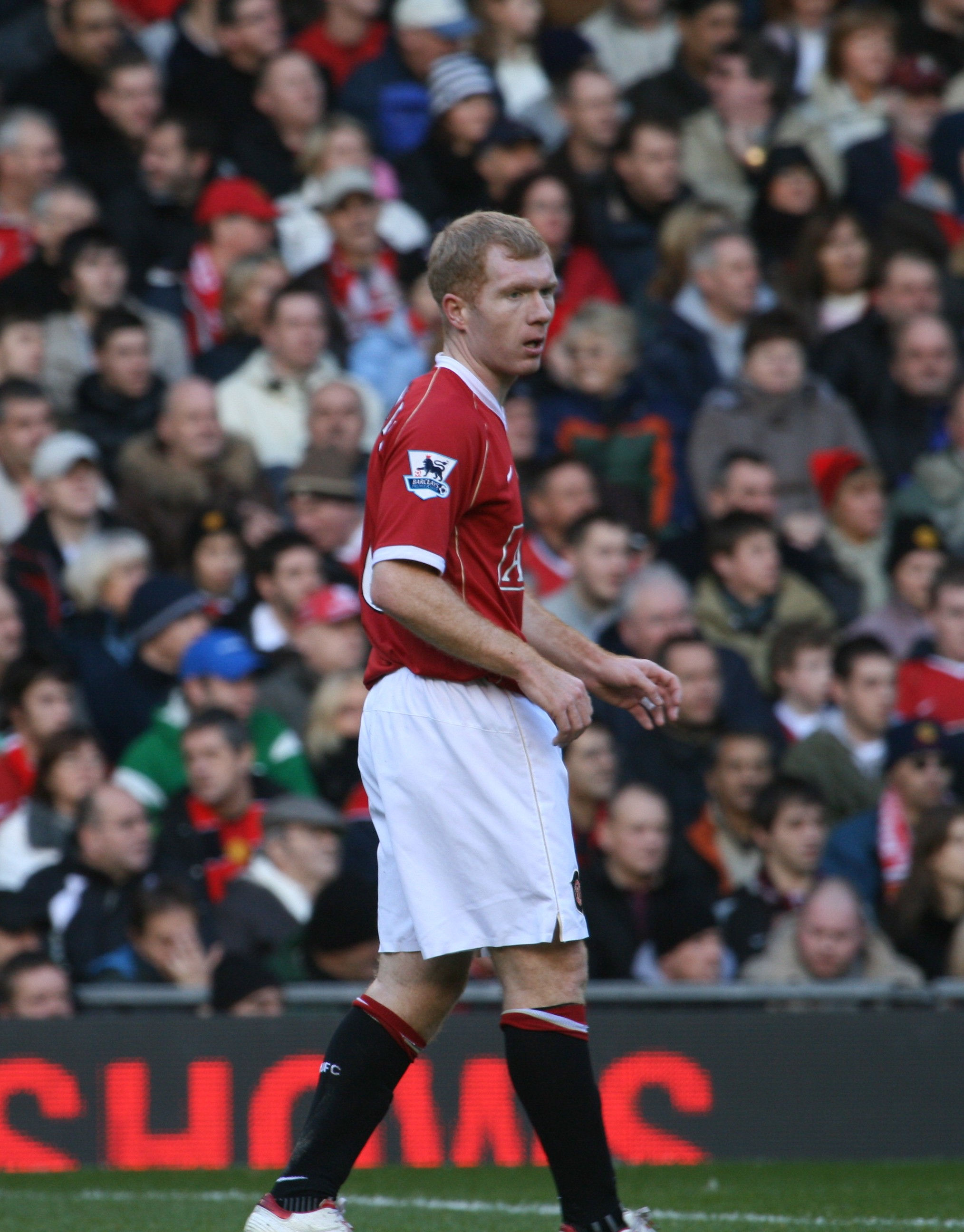
Paul Scholes là cầu thủ có số lần ra sân cao thứ ba cho Manchester United

Tất cả cầu thủ còn thi đấu được in đậm

### Ra sân
- Cầu thủ trẻ nhất chơi cho đội: David Gaskell – 16 tuổi, 19 ngày (gặp Manchester City, Charity Shield, 24 tháng 10 năm 1956)[5]
- Cầu thủ già nhất chơi cho đội: Billy Meredith – 46 tuổi, 281 ngày (gặp Derby County, giải hạng Nhất, ngày 7 tháng 5 năm 1921)[6]
- Cầu thủ già nhất sau Chiến tranh thế giới thứ hai: Edwin van der Sar – lúc 40 tuổi, 211 ngày (trận gặp Barcelona tại UEFA Champions League vào ngày 28 tháng 5 năm 2011)[7]
- Ra sân liên tiếp nhiều nhất ở giải quốc nội: 206 - Steve Coppell, từ ngày 15 tháng 1 năm 1977 đến ngày 7 tháng 11 năm 1981[8]
- Ra sân ngắn nhất: 11 giây – Chris Smalling trong trận gặp Norwich City tại Premier League vào ngày 26 tháng 2 năm 2012[9]

Chỉ tính các trận đấu chuyên và giải chính thức. Các lần ra sân từ ghế dự bị (trong ngoặc) được tính vào tổng số.
|    | Tên            | Thời gian           | Giải quốc nội | Cúp FA   | League Cup | Châu Âu  | Khác[C]  | Tổng      |
| -- | -------------- | ------------------- | ------------- | -------- | ---------- | -------- | -------- | --------- |
| 1  | Ryan Giggs     | 1991–2014           | 672 (117)     | 074 (12) | 041 0(6)   | 157 (23) | 019 0(3) | 963 (161) |
| 2  | Bobby Charlton | 1956–1973           | 606 00(2)     | 078 0(0) | 024 0(0)   | 045 0(0) | 005 0(0) | 758 00(2) |
| 3  | Paul Scholes   | 1994–2011 2012–2013 | 499 0(95)     | 049 (17) | 021 0(7)   | 134 (21) | 015 0(1) | 718 (141) |
| 4  | Bill Foulkes   | 1952–1970           | 566 00(3)     | 061 0(0) | 003 0(0)   | 052 0(0) | 006 0(0) | 688 00(3) |
| 5  | Gary Neville   | 1992–2011           | 400 0(21)     | 047 0(3) | 025 0(2)   | 117 0(8) | 013 0(2) | 602 0(36) |
| 6  | Alex Stepney   | 1966–1978           | 433 00(0)     | 044 0(0) | 035 0(0)   | 023 0(0) | 004 0(0) | 539 00(0) |
| 7  | Tony Dunne     | 1960–1973           | 414 00(0)     | 055 0(1) | 021 0(0)   | 040 0(0) | 005 0(0) | 535 00(1) |
| 8  | Denis Irwin    | 1990–2002           | 368 0(12)     | 043 0(1) | 031 0(3)   | 075 0(2) | 012 0(0) | 529 0(18) |
| 9  | Wayne Rooney   | 2004–2017           | 368 0(29)     | 038 0(7) | 016 0(6)   | 0910(5)  | 007 0(1) | 520 0(48) |
| 10 | Joe Spence     | 1919–1933           | 481 00(0)     | 029 0(0) | 000 0(0)   | 000 0(0) | 000 0(0) | 510 00(0) |

### Chân sút xuất sắc

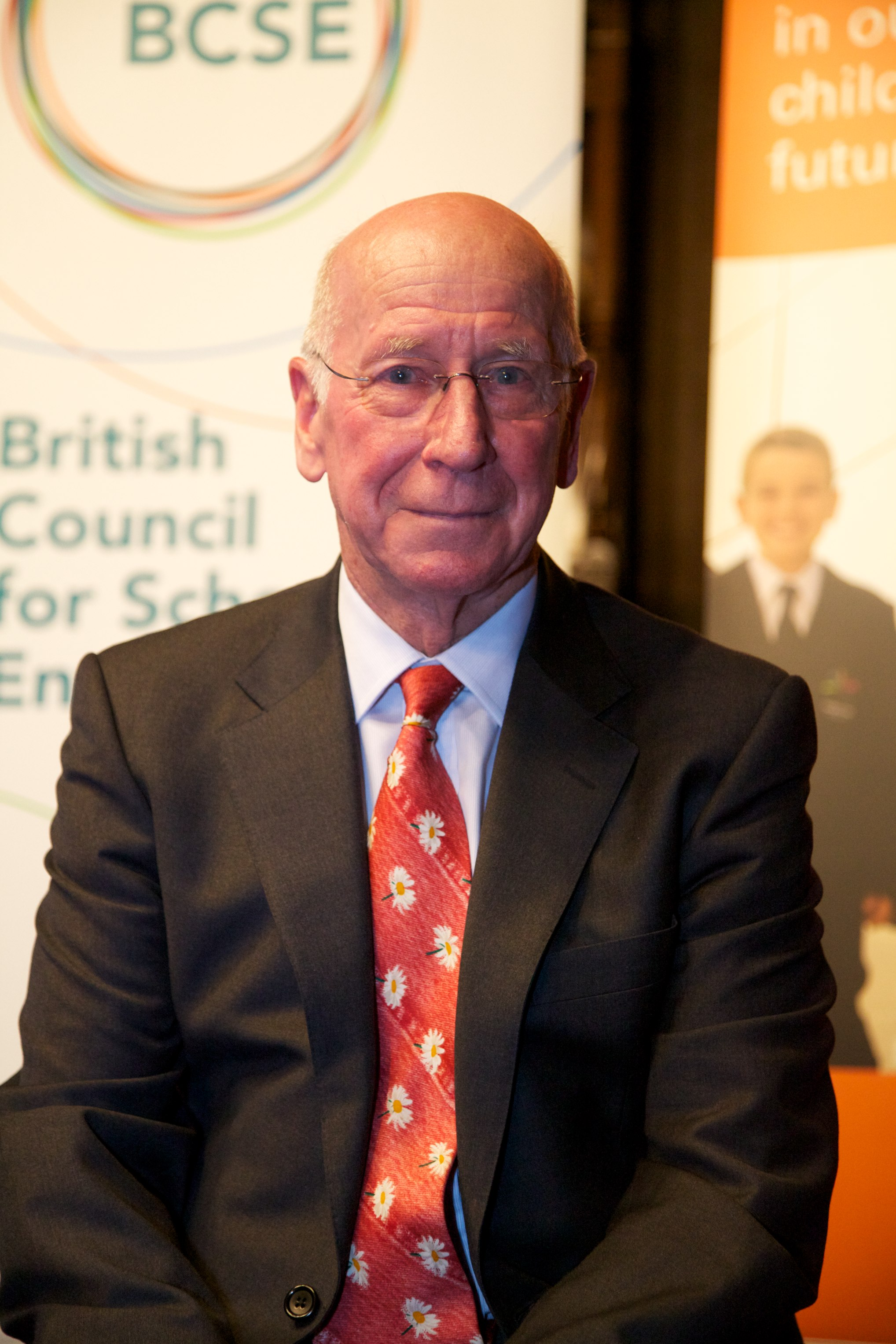
Bobby Charlton là người từng dẫn đầu danh sách ghi bàn cho Manchester United với 249 bàn (Kỉ lục này đã bị phá bởi Wayne Rooney với 250 bàn)

- Cầu thủ ghi bàn nhiều nhất trong một mùa giải ở mọi giải đấu: 46 – Denis Law, 1963–64[16]
- Cầu thủ ghi nhiều bàn ở giải quốc nội nhất trong một mùa: 32 – Dennis Viollet, Division 1, 1959–60[16]
- Cầu thủ ghi bàn nhiều nhất ở Premier League: 31 – Cristiano Ronaldo, Premier League, 2007–08[17]
- Vua phá lưới ghi bàn ít nhất trong một mùa giải: 6[18]
  - Bobby Charlton, 1972–73
  - Sammy McIlroy, 1973–74
- Cầu thủ ghi bàn nhiều nhất trong một trận đấu: 6
  - Harold Halse v Swindon Town, ngày 25 tháng 9 năm 1911[19]
  - George Best v Northampton Town, ngày 7 tháng 2 năm 1970[20]
- Cầu thủ ghi bàn nhiều nhất trong 10 trận liên tiếp: 10 – Ruud van Nistelrooy, ngày 22 tháng 3 năm 2003 đến ngày 23 tháng 8 năm 2003[21]
- Bàn thắng nhanh nhất: 15 giây – Ryan Giggs v Southampton, Premier League, ngày 18 tháng 10 năm 1995[22]
- Lập hat-trick nhanh nhất: 4 phút – Ernie Goldthorpe v Notts County, Second Division, ngày 10 tháng 2 năm 1923[23]
- Lập cú poker nhanh nhất: 13 phút – Ole Gunnar Solskjær v Nottingham Forest, Premier League, ngày 6 tháng 2 năm 1999[24]
- Cầu thủ lập hat-trick nhiều nhất: 18 – Denis Law (3 tháng 11 năm 1962 – 17 tháng 4 năm 1971)[25]

#### Vua phá lưới tổng thể
Chỉ tính các trận chuyên và chính thức, số lần ra sân tính cả từ ghế dự bị ở trong ngoặc.
|    | Tên            | Thời gian           | Giải quốc nội | Cúp FA    | League Cup | Châu Âu   | Khác[C]   | Tổng      |
| -- | -------------- | ------------------- | ------------- | --------- | ---------- | --------- | --------- | --------- |
| 1  | Wayne Rooney   | 2004–2017           | 178 (368)     | 021 0(38) | 005 0(16)  | 037 0(91) | 004 00(7) | 253 (549) |
| 2  | Bobby Charlton | 1956–1973           | 199 (606)     | 019 0(78) | 007 0(24)  | 022 0(45) | 002 00(5) | 249 (758) |
| 3  | Denis Law      | 1962–1973           | 171 (309)     | 034 0(46) | 003 0(11)  | 028 0(33) | 001 00(5) | 237 (404) |
| 4  | Jack Rowley    | 1937–1955           | 182 (380)     | 026 0(42) | 000 00(0)  | 000 00(0) | 003 00(2) | 211 (424) |
| 5  | Dennis Viollet | 1952–1962           | 159 (259)     | 005 0(18) | 001 00(2)  | 013 0(12) | 001 00(2) | 179 (293) |
| 5  | George Best    | 1963–1974           | 137 (361)     | 021 0(46) | 009 0(25)  | 011 0(34) | 001 00(4) | 179 (470) |
| 7  | Joe Spence     | 1919–1933           | 158 (481)     | 010 0(29) | 000 00(0)  | 000 00(0) | 000 00(0) | 168 (510) |
| 7  | Ryan Giggs     | 1991–2014           | 114 (672)     | 012 0(74) | 012 0(41)  | 029 (157) | 001 0(19) | 168 (963) |
| 9  | Mark Hughes    | 1983–1986 1988–1995 | 120 (345)     | 017 0(46) | 016 0(38)  | 009 0(33) | 001 00(5) | 163 (467) |
| 10 | Paul Scholes   | 1994–2011 2012–2013 | 107 (499)     | 013 0(49) | 009 0(21)  | 026 (134) | 000 0(15) | 155 (718) |

### Cầu thủ chiến thắng giải thưởng
Giải thưởng Ballon d'Or
Các cầu thủ đã giành được Quả bóng vàng châu Âu trong khi thi đấu cho Manchester United:
- Denis Law – 1964
- Bobby Charlton – 1966
- George Best – 1968
- Cristiano Ronaldo – 2008

Chiếc giày vàng châu Âu
Các cầu thủ đã giành Chiếc giày vàng châu Âu trong khi thi đấu cho Manchester United:
- Cristiano Ronaldo (31 bàn) – 2008[33]

Giải thưởng cầu thủ bóng đá xuất sắc nhất năm của UEFA
Các cầu thủ đã giành giải thưởng cầu thủ xuất sắc nhất năm của UEFA trong khi thi đấu cho Manchester United:
- David Beckham – 1999
- Cristiano Ronaldo – 2008

Cầu thủ bóng đá hay nhất năm của FIFA
Các cầu thủ đã giành giải thưởng cầu thủ hay nhất năm của FIFA khi thi đấu cho Manchester United:
- Cristiano Ronaldo – 2008[35]

Giải thưởng FIFA Puskás
Các cầu thủ đã giành được giải thưởng FIFA Puskás khi thi đấu cho Manchester United:
- Cristiano Ronaldo – 2009[36]

### Kỷ lục thi đấu Quốc tế

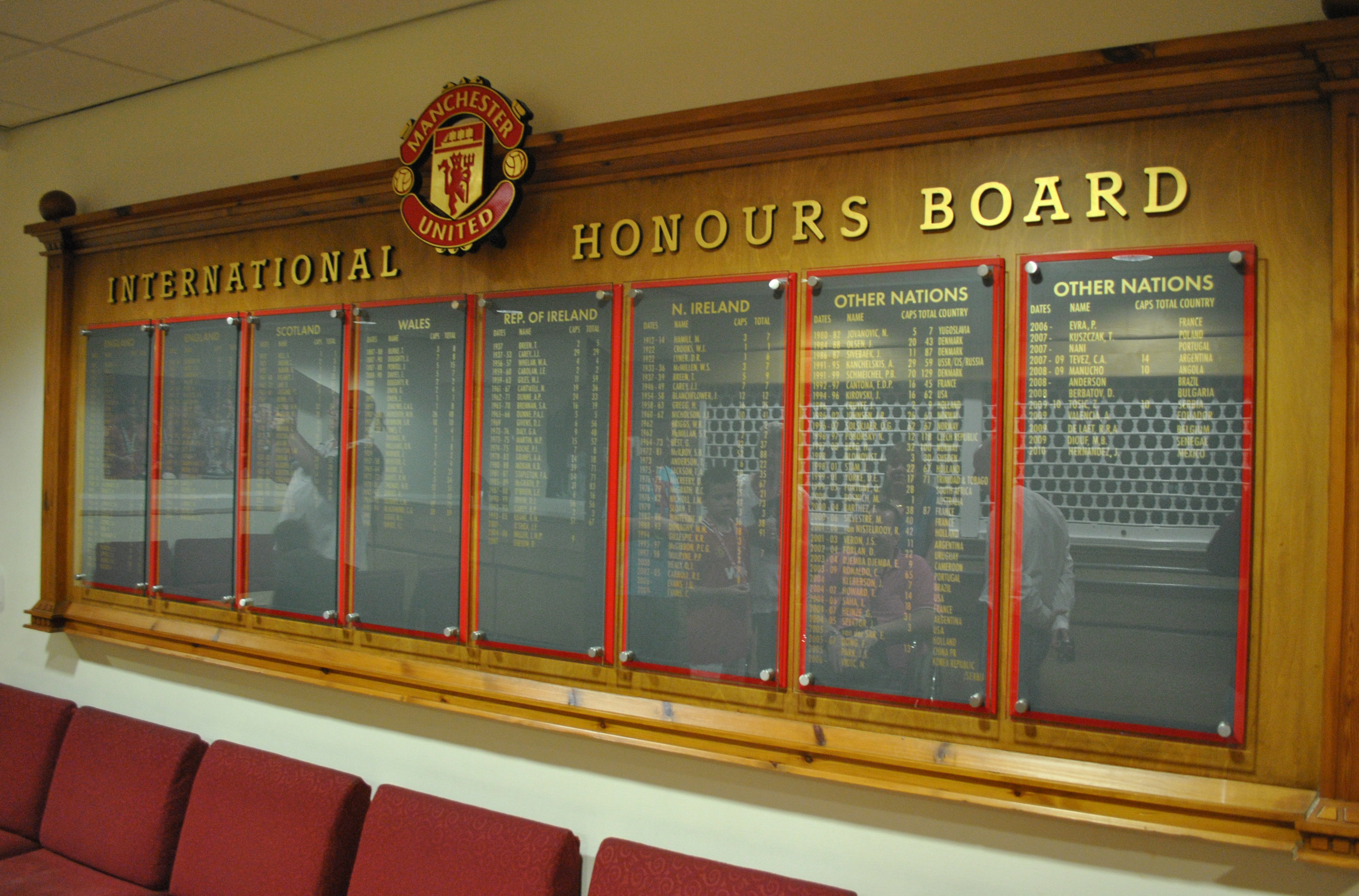
Cầu thủ thi đấu quốc tế của Manchester United được liệt kê trong một cái bảng đặt tại Old Trafford.

- Cầu thủ thi đấu quốc tế đầu tiên: Jack Powell và Tom Burke chơi cho đội tuyển Wales trận gặp Anh (26 tháng 2 năm 1887)[37]
  - Tất cả chín cầu thủ chơi cho đội tuyển bóng đá xứ Wales.[37] Charlie Roberts là cầu thủ đầu tiên chơi cho đội tuyển bóng đá Anh và Ireland vào ngày 25 tháng 2 năm 1905.[38]
- Cầu thủ thi đấu quốc tế nhiều lần nhất: 130 – Edwin van der Sar – Hà Lan (24 trận khi ở câu lạc bộ)[39]
- Cầu thủ thi đấu quốc tế nhiều nhất khi thi đấu cho United: 106 – Bobby Charlton – England[38]

### Chuyển nhượng cầu thủ

#### Phí chuyển nhượng cao nhất phải trả
Hợp đồng kỷ lục của Manchester United là Paul Pogba, người ký cho câu lạc bộ từ Juventus với mức phí kỷ lục ở Anh Quốc với giá 100 triệu euro vào tháng 8 năm 2016. Bản hợp đồng này đánh bại kỷ lục trước đó của câu lạc bộ khi mua Juan Mata với giá 37,1 triệu bảng từ Chelsea vào tháng 1 cùng năm. Việc ký hợp đồng với Wayne Rooney với giá 20 triệu bảng (sau đội lên thành 27 triệu do các điều khoản phụ) trong năm 2004 thiết lập một kỷ lục thế giới cho việc chuyển nhượng cầu thủ ở tuổi thiếu niên vào thời điểm đó. Vào năm 2015, lỷ lục lần nữa bị phá sau khi Anthony Martial chuyển tới với mức phí ban đầu là 36 triệu bảng.
|    | Cầu thủ              | Câu lạc bộ trước  | Mức phí      | Ngày             |
| -- | -------------------- | ----------------- | ------------ | ---------------- |
| 1  | Ángel Di María       | Real Madrid       | £59,7 triệu  | Tháng 8 năm 2014 |
| 2  | Juan Mata            | Chelsea           | £37,1 triệu  | Tháng 1 năm 2014 |
| 3  | Anthony Martial      | Monaco            | £36 triệu    | Tháng 9 năm 2015 |
| 4  | Dimitar Berbatov     | Tottenham Hotspur | £30,75 triệu | Tháng 9 năm 2008 |
| 5  | Eric Bailly          | Villarreal        | £30 triệu    | Tháng 6 năm 2016 |
| 6  | Rio Ferdinand        | Leeds United      | £29,3 triệu  | Tháng 7 năm 2002 |
| 7  | Ander Herrera        | Athletic Bilbao   | £29 triệu    | Tháng 7 năm 2014 |
| 8  | Juan Sebastián Verón | Lazio             | £28,1 triệu  | Tháng 7 năm 2001 |
| 9  | Marouane Fellaini    | Everton           | £27,5 triệu  | Tháng 9 năm 2013 |
| 10 | Luke Shaw            | Southampton       | £27 triệu    | Tháng 7 năm 2014 |

#### Các vụ mua cầu thủ kỷ lục

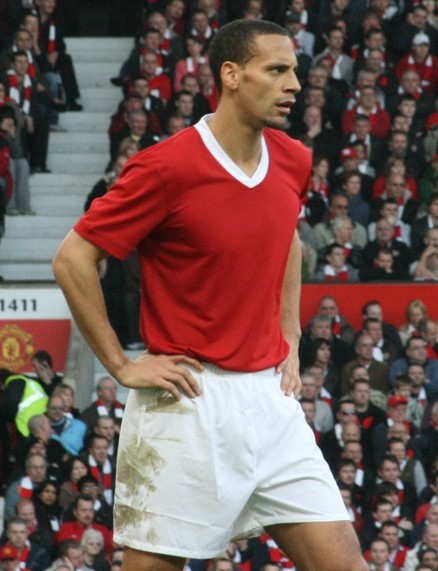
Rio Ferdinand được ký hợp đồng vào tháng 7 năm 2002 từ Leeds United với giá 29,3 triệu bảng, là kỷ lục mua cầu thủ lớn nhất thứ tư của Manchester United.

In đậm là kỷ lục chuyển nhượng bóng đá Anh
| Ngày              | Cầu thủ              | Câu lạc bộ trước     | Mức phí     |
| ----------------- | -------------------- | -------------------- | ----------- |
| Tháng 1 năm 1900  | Gilbert Godsmark     | Ashford              | £40         |
| Tháng 1 năm 1903  | Alex Bell            | Ayr Parkhouse        | £700        |
| Tháng 7 năm 1910  | Leslie Hofton        | Glossop              | £1.000      |
| Tháng 3 năm 1914  | George Hunter        | Chelsea              | £1.300      |
| Tháng 9 năm 1920  | Tom Miller           | Liverpool            | £2.000      |
| Tháng 11 năm 1921 | Neil McBain          | Ayr United           | £6.000      |
| Tháng 2 1938      | Jack Smith           | Newcastle United     | £6.500      |
| Tháng 3 năm 1949  | John Downie          | Bradford Park Avenue | £18.000     |
| Tháng 3 năm 1953  | Tommy Taylor         | Barnsley             | £29.999     |
| Tháng 9 năm 1958  | Albert Quixall       | Sheffield Wednesday  | £45.000     |
| Tháng 8 năm 1962  | Denis Law            | Torino               | £110.000    |
| Tháng 8 năm 1968  | Willie Morgan        | Burnley              | £117.000    |
| Tháng 2 1972      | Martin Buchan        | Aberdeen             | £125.000    |
| Tháng 3 năm 1972  | Ian Storey-Moore     | Nottingham Forest    | £200.000    |
| Tháng 1 năm 1978  | Joe Jordan           | Leeds United         | £350.000    |
| Tháng 2 năm 1978  | Gordon McQueen       | Leeds United         | £495.000    |
| Tháng 8 năm 1979  | Ray Wilkins          | Chelsea              | £825.000    |
| Tháng 10 năm 1980 | Garry Birtles        | Nottingham Forest    | £1.250.000  |
| Tháng 10 năm 1981 | Bryan Robson         | West Bromwich Albion | £1.500.000  |
| Tháng 6 năm 1988  | Mark Hughes          | Barcelona            | £1.800.000  |
| Tháng 8 năm 1989  | Gary Pallister       | Middlesbrough        | £2.300.000  |
| Tháng 7 năm 1993  | Roy Keane            | Nottingham Forest    | £3.750.000  |
| Tháng 1 năm 1995  | Andy Cole            | Newcastle United     | £7.000.000  |
| Tháng 7 năm 1998  | Jaap Stam            | PSV Eindhoven        | £10.750.000 |
| Tháng 8 năm 1998  | Dwight Yorke         | Aston Villa          | £12.600.000 |
| Tháng 6 năm 2001  | Ruud van Nistelrooy  | PSV Eindhoven        | £19.000.000 |
| Tháng 7 năm 2001  | Juan Sebastián Verón | Lazio                | £28.100.000 |
| Tháng 7 năm 2002  | Rio Ferdinand        | Leeds United         | £29.100.000 |
| Tháng 9 năm 2008  | Dimitar Berbatov     | Tottenham Hotspur    | £30.750.000 |
| Tháng 1 năm 2014  | Juan Mata            | Chelsea              | £37.100.000 |
| Tháng 8 năm 2014  | Ángel Di María       | Real Madrid          | £59.700.000 |

### Phí chuyển nhượng cao nhất nhận được

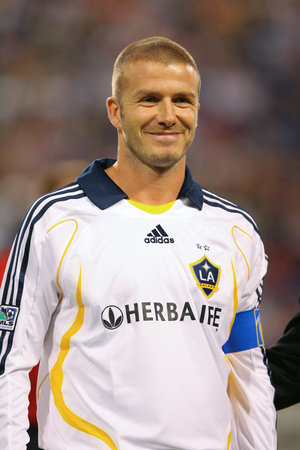
David Beckham được bán cho Real Madrid với giá kỷ lục của câu lạc bộ là 25 triệu bảng vào tháng 7 năm 2003

Hợp đồng bán kỷ lục của câu lạc bộ diễn ra vào tháng 7 năm 2009, khi họ bán Cristiano Ronaldo cho Real Madrid với giá 80 triệu bảng.
|    | Cầu thủ              | Câu lạc bộ đến      | Mức phí      | Ngày              |
| -- | -------------------- | ------------------- | ------------ | ----------------- |
| 1  | Cristiano Ronaldo    | Real Madrid         | £80 triệu    | Tháng 7 năm 2009  |
| 2  | Ángel Di María       | Paris Saint-Germain | £44,1 triệu  | Tháng 8 năm 2015  |
| 3  | David Beckham        | Real Madrid         | £25 triệu    | Tháng 6 năm 2003  |
| 4  | Danny Welbeck        | Arsenal             | £16 triệu    | Tháng 9 năm 2014  |
| 5  | Jaap Stam            | Lazio               | £15,25 triệu | Tháng 8 năm 2001  |
| 6  | Juan Sebastián Verón | Chelsea             | £15 triệu    | Tháng 8 năm 2003  |
| 7  | Ruud van Nistelrooy  | Real Madrid         | £10,3 triệu  | Tháng 7 năm 2006  |
| 8  | Gabriel Heinze       | Real Madrid         | £8,1 triệu   | Tháng 8 năm 2007  |
| 9  | Andy Cole            | Blackburn Rovers    | £7,5 triệu   | Tháng 12 năm 2001 |
| 10 | Javier Hernández     | Bayer Leverkusen    | £7,3 triệu   | Tháng 8 năm 2015  |

#### Các vụ bán cầu thủ kỷ lục
In đậm là kỷ lục chuyển nhượng bóng đá Anh
| Ngày              | Cầu thủ           | Câu lạc bộ đến         | Mức phí     |
| ----------------- | ----------------- | ---------------------- | ----------- |
| Tháng 4 năm 1900  | William Bryant    | Blackburn Rovers       | £50         |
| Tháng 4 năm 1900  | Joe Cassidy       | Manchester City        | £250        |
| Tháng 8 năm 1909  | Alex Downie       | Oldham Athletic        | £600        |
| Tháng 6 năm 1911  | Ted Connor        | Sheffield United       | £750        |
| Tháng 7 năm 1912  | Harold Halse      | Aston Villa            | £1.200      |
| Tháng 8 năm 1913  | Charlie Roberts   | Oldham Athletic        | £1.750      |
| Tháng 9 năm 1920  | Tommy Meehan      | Chelsea                | £3.300      |
| Tháng 9 năm 1937  | George Mutch      | Preston North End      | £5.000      |
| Tháng 3 năm 1948  | Joe Walton        | Preston North End      | £10.000     |
| Tháng 3 năm 1949  | Johnny Morris     | Derby County           | £24.500     |
| Tháng 1 năm 1962  | Dennis Viollet    | Stoke City             | £25.000     |
| Tháng 3 năm 1962  | Warren Bradley    | Bury                   | £40.000     |
| Tháng 6 năm 1972  | Francis Burns     | Southampton            | £50.000     |
| Tháng 6 năm 1972  | Alan Gowling      | Huddersfield Town      | £60.000     |
| Tháng 3 năm 1973  | Ted MacDougall    | West Ham United        | £130.000    |
| Tháng 3 năm 1977  | Gerry Daly        | Derby County           | £175.000    |
| Tháng 4 năm 1978  | Gordon Hill       | Derby County           | £250.000    |
| Tháng 8 năm 1979  | Brian Greenhoff   | Leeds United           | £350.000    |
| Tháng 10 năm 1980 | Andy Ritchie      | Brighton & Hove Albion | £500.000    |
| Tháng 6 năm 1984  | Ray Wilkins       | Milan                  | £1.500.000  |
| Tháng 8 năm 1986  | Mark Hughes       | Barcelona              | £2.500.000  |
| Tháng 7 năm 1995  | Paul Ince         | Internazionale         | £7.000.000  |
| Tháng 8 năm 2001  | Jaap Stam         | Lazio                  | £15.250.000 |
| Tháng 6 năm 2003  | David Beckham     | Real Madrid            | £25.000.000 |
| Tháng 7 năm 2009  | Cristiano Ronaldo | Real Madrid            | £80.000.000 |

## Thành tích huấn luyện

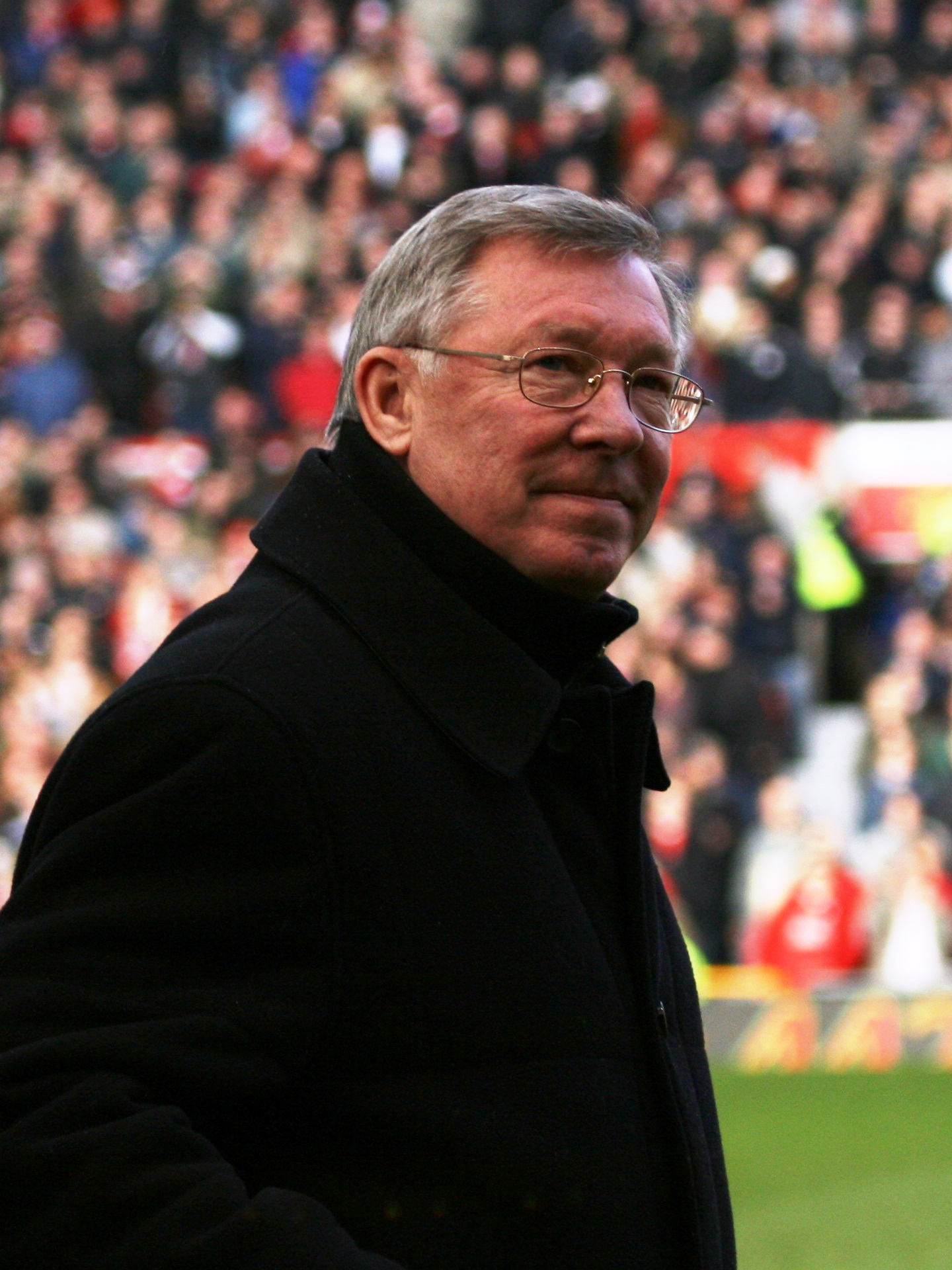
Sir Alex Ferguson Sir Alex Ferguson là Huấn luyện viên của Manchester United với 1.500 trận, nhiều hơn bất kỳ huấn luyện viên khác.

- Huấn luyện viên đầu tiên: Jack Robson – Robson là huấn luyên viên phục vụ cho United khoảng 6 năm và 10 tháng, bắt đầu ngày 28 tháng 12 năm 1914, trước khi bị viêm phổi phải nghỉ hưu vào tháng 10 năm 1921.[53]
- Huấn luyện viên phục vụ lâu nhất: Sir Alex Ferguson – 26 năm, 194 ngày (1,500 trận đấu) (6 tháng 11 năm 1986 đến 19 tháng 5 năm 2013)[54][55][56]

## Thành tích đội bóng

### Trận đấu
- Trận đấu chính thức đầu tiên: Newton Heath 2–7 Blackburn Olympic Reserves, Lancashire Cup, 27 tháng 10 năm 1883[57]
- Trận đấu Cúp FA đầu tiên: Fleetwood Rangers 2–2 Newton Heath, vòng đầu tiên, 30 tháng 10 năm 1886[58]
- Trận đấu ở giải Combination đầu tiên: Newton Heath 4–3 Darwen, 22 tháng 9 năm 1888[59]
- Trận đấu ở giải Football Alliance đầu tiên: Newton Heath 4–1 Sunderland Albion, 21 tháng 9 năm 1889[60]
- Trận đấu ở giải Football League đầu tiên: Blackburn Rovers 4–3 Newton Heath, 3 tháng 9 năm 1892[61]
- Trân đấu tại Old Trafford đầu tiên: Manchester United 3–4 Liverpool, 19 tháng 2 năm 1910[62]
- Trận đấu ở Cúp Châu âu đầu tiên: Anderlecht 0–2 Manchester United, European Cup vòng sơ loại đầu tiên, 12 tháng 9 năm 1956[63]
- Trận đấu ở giải League Cup đầu tiên: Exeter City 1–1 Manchester United, Vòng một, ngày 19 tháng 10 năm 1960[64]

#### Chiến thắng kỷ lục
- Tỷ số trận thắng cao nhất: 10–0 v Anderlecht, European Cup vòng sơ loại, lượt về, 26 tháng 9 năm 1956[65]
- Tỷ số chiến thắng ở Giải trong nước:[65]

10–1 v Wolverhampton Wanderers, First Division, 15 tháng 10 năm 1892
9–0 v Walsall, Second Division, 3 tháng 4 năm 1895
9–0 v Darwen, Second Division, 24 tháng 12 năm 1898
9–0 v Ipswich Town, Premier League, 4 tháng 3 năm 1995
- Tỷ số chiến thắng ở FA Cup: 8–0 v Yeovil Town, 12 tháng 2 năm 1949[65]
- Tỷ số chiến thắng ở European: 10–0 v Anderlecht, European Cup vòng sơ loại, lượt về, 26 tháng 9 năm 1956[65]
- Tỷ số trận thắng ở Champions League: 7–1 v Roma, tứ kết Champions League, lựot về, 10 tháng 4 năm 2007[65]
- Tỷ số cao nhất trên sân nhà 10–0 v Anderlecht, European Cup vòng sơ loại, lượt về, 26 tháng 9 năm 1956[65]
- Tỷ số thắng cao nhất khi thi đấu trên sân khách:[65]

7–0 v Grimsby Town, Second Division, 26 tháng 12 năm 1899
8–1 v Nottingham Forest, Premier League, 6 tháng 2 năm 1999

#### Những trận thua kỷ lục
- Trận thua lớn nhất: 0–7[65]

v Blackburn Rovers, First Division, 10 tháng 4 năm 1926
v Aston Villa, First Division, 27 tháng 12 năm 1930
v Wolverhampton Wanderers, Second Division, 27 tháng 12 năm 1930
- Trận thua ở giải đấu chính: 0–7[65]

v Blackburn Rovers, First Division, 10 tháng 4 năm 1926
v Aston Villa, First Division, 27 tháng 12 năm 1930
v Wolverhampton Wanderers, Second Division, 27 tháng 12 năm 1930
- Trận thua ở Premier League:[66]

0–5 v Newcastle United, 20 tháng 10 năm 1996
0–5 v Chelsea, 3 tháng 10 năm 1999
1–6 v Manchester City, 23 tháng 10 năm 2011
0–5 v Liverpool , 24 tháng 10 năm 2021
0–7 v Liverpool , 05 tháng 03 năm 2023
- Trận thua ở FA Cup:[65]

1–7 v Burnley, vòng đầu tiên, 13 tháng 2 năm 1901
0–6 v Sheffield Wednesday, vòng 2, 20 tháng 2 năm 1904
- Trận thua ở European: 0–5 v Sporting, tứ kết Cup Winners' Cup, 18 tháng 3 năm 1964[67]
- Trân thua trên sân nhà:[65]

0–6 v Aston Villa, First Division, 14 tháng 3 năm 1914
1–7 v Newcastle United, First Division, 10 tháng 9 năm 1927
0–6 v Huddersfield Town, First Division, 10 tháng 9 năm 1930
- Trận thua trên sân khách: 0–7[65]

v Blackburn Rovers, First Division, 10 tháng 4 năm 1926
v Aston Villa, First Division, 27 tháng 12 năm 1930
v Wolverhampton Wanderers, Second Division, 26 tháng 12 năm 1931

#### Chuỗi trận liên tiếp
- Chuỗi trận bất bại dài nhất (Tất cả các giải đấu lớn)[D]: 45 trận, 26 tháng 12 năm 1998 đến 3 tháng 10 năm 1999[68]
- Chuỗi trận bất bại dài nhất (League): 29 trận –
  - 26 tháng 12 năm 1998 đến 25 tháng 9 năm 1999[69]
  - 11 tháng 4 năm 2010 đến 5 tháng 2 năm 2011[70]
- Chuỗi trận thắng lớn nhất (League): 14 trận, ngày 15 tháng 10 năm 1904 đến ngày 3 tháng 1 năm 1905[69]
- Chuỗi trận thua dài nhất (League): 14 trận, 26 tháng 4 năm 1930 đến 25 tháng 10 năm 1930[69]
- Chuỗi trận hòa dài nhất (League): 6 trận, 30 tháng 10 năm 1988 đến 27 tháng 11 năm 1988[69]
- Chuỗi trận dài nhất mà không có trận thắng (League): 16 trận, 19 tháng 4 năm 1930 đến 25 tháng 10 năm 1930[69]
- Chuỗi trận có số điểm cao nhất (League): 36 trận, 3 tháng 12 năm 2007 đến 15 tháng 11 năm 2008[69]
- Chuỗi trận dài nhất mà không có điểm nào (League): 5 trận, 22 tháng 2 năm 1902 đến 17 tháng 3 năm 1902[69]
- Chuỗi trận dài nhất mà không bị thủng lưới bàn nào (League): 14 trận, 15 tháng 11 năm 2008 đến 18 tháng 2 năm 2009[71]

#### Thắng / hòa / thua trong một mùa giải
- Nhiều chiến thắng nhất trong một mùa giải: 28 trận – 1905–06, 1956–57, 1999–2000, 2006–07, 2008–09, 2012–13[1]
- Số trận hòa lớn nhất trong một mùa giải: 18 trận – 1980–81[1]
- Số trận thua lớn nhất trong một mùa giải: 27 trận – 1930–31[1]
- Số trận thắng ít nhất trong một mùa giải: 6 trận – 1892–93, 1893–94[72]
- Số trận hòa ít nhất trong một mùa giải: 2 trận – 1893–94[72]
- Số trận thua ít nhất trong một mùa giải: 3 trận – 1998–99, 1999–2000[1]

#### Số bàn thắng trong một mùa giải
- Số bàn thắng nhiều nhất trong một mùa giải: 103 bàn – 1956–57, 1958–59[68]
- Số bàn thắng nhiều nhất trong một mùa giải Premier League: 97 bàn – 1999–2000[68]
- Số bàn thắng ít nhất trong một mùa giải: 36 bàn – 1893–94[72]
- Số bàn thua nhiều nhất trong một mùa giải: 115 bàn – 1930–31[1]
- Số bàn thua ít nhất trong một mùa giải: 22 bàn – 2007–08[73]

#### Điểm số trong một mùa giải
- Điếm số nhiều nhất trong một mùa giải:

Với hai điểm cho một trận thắng: 64 điểm trong 42 trận đấu, First Division, 1956–57
Với ba điểm cho một trận thắng:
92 điểm trong 42 trận đấu, Premier League, 1993–94
91 điểm trong 38 trận đấu, Premier League, 1999–2000
- Điểm số ít nhất trong một mùa giải:

Với hai điểm cho một trận thắng:
22 điểm trong 42 trận, First Division, 1930–31
14 điểm trong 30 trận, First Division, 1893–94
Với ba điểm cho một trận thắng: 48 điểm trong 38 trận, First Division, 1989–90

### Số lượng khán giả tham dự
- Tham dự cao nhất tại sân nhà: 83.260 người v Arsenal tại sân Maine Road,[E] First Division, 17 tháng 1 năm 1948[74]
- Tham dự cao nhất tại Old Trafford: 76.098 người v Blackburn Rovers, 31 tháng 3 năm 2007[68][F]
- Tham dự cao nhất trên sân khách: 135.000 người v Real Madrid, European Cup, 11 tháng 4 năm 1957[68]
- Tham dự ít nhất trên sân nhà sau Chiến tranh thế giới thứ hai: 8.456 người v Stoke City tại sân Maine Road,[E] First Division, 5 tháng 2 năm 1947[75]